# Korisliiga
Korisliiga är högsta herrserien för basket i Finland, och innehåller 12 lag. Finländska herrmästare har korats sedan 1939.

## Korisliiga 2024-2025
| Lag               | Grundat | Ort         | Chefstränare     | Arena                  |
| ----------------- | ------- | ----------- | ---------------- | ---------------------- |
| BC Nokia          | 1997    | Nokia       | Greg Gibson      | AGCO Power Arena       |
| Bisons Loimaa     | 1964    | Loimaa      | Konsta Mastomäki | Loimaan liikuntahalli  |
| Helsinki Seagulls | 2013    | Helsingfors | Vesa Vertio      | Tölö sporthall         |
| Karhu Basket      | 1910    | Kauhajoki   | Janne Koskimies  | IKH Areena             |
| Kataja Basket     | 1949    | Joensuu     | Petri Virtanen   | Motonet Areena         |
| Kobrat            | 1989    | Lappo       | Ville Turja      | Lapuan urheilutalo     |
| Korihait          | 1898    | Nystad      | Ivan Ivanovic    | Uusikaupunki Areena    |
| Kouvot            | 1964    | Kouvola     | Jyri Lehtonen    | MLL Areena             |
| KTP-Basket        | 1927    | Kotka       | Darko Mihajlovic | Steveco Areena         |
| Salon Vilpas      | 1908    | Salo        | Jussi Savolainen | Salohalli              |
| Tampereen Pyrintö | 1896    | Tammerfors  | Tero Hassinen    | Pyynikin palloiluhalli |
| Tapiolan Honka    | 1957    | Esbo        | Aapo Heinonen    | Hagalunds idrottshall  |

### Fotnoter
1. ↑  Jesper von Hertzen (1 oktober 2012). ”Basketligan startar på onsdag” (på svenska). Svenska yle. https://svenska.yle.fi/artikel/2012/10/01/basketligan-startar-pa-onsdag. Läst 12 augusti 2017.